# 孫炳昊
孫炳昊（韓語：손병호，1962年8月25日—），韓國男演員。

## 經歷
- 劇團木花團員
- 劇團現代劇場團員

## 影視作品

### 電視劇

#### 2000
- 2003年：MBC《烈愛無間道》飾演 白尚鎬
- 2003年：MBC《土地》
- 2006年：KBS《偉大的遺產》
- 2006年：SBS《比天國陌生》
- 2007年：MBC《白色巨塔》飾演 金勳
- 2008年：SBS《不汗黨》飾演 金浩振
- 2008年：KBS《風之國》飾演 涿路

#### 2010
- 2010年：SBS《Giant》飾演 洪基標
- 2010年：OCN《夜叉》飾演 姜值順
- 2011年：SBS《49天》飾演 吳海源
- 2011年：SBS《太陽的新娘》飾演 朴太浩
- 2011年：JTBC《仁粹大妃》飾演 韓明澮
- 2012年：OCN《Hero》飾演 金勳
- 2012年：KBS《新娘面具》飾演 趙東柱
- 2012年：SBS《大風水》飾演 崔瑩
- 2012年：SBS《家族的誕生》飾演 李慶泰
- 2013年：SBS《錢的化身》
- 2013年：JTBC《宮中殘酷史－花的戰爭》飾演 李馨益
- 2013年：MBC《Drama Festival－不穩》飾演 柳光憲
- 2014年：KBS《感激時代：鬪神的誕生》飾演 崔樹里／崔捕手
- 2014年：KBS《攀上天空之壁》
- 2014年：SBS《秘密之門》飾演 金成植
- 2015年：KBS《Assembly》飾演 裴東洙
- 2015年：SBS《Mrs. Cop》飾演 姜泰宥
- 2016年：KBS《蔣英實》飾演 河演
- 2016年：tvN《捕鼠器裡的奶酪》飾演 劉英樹
- 2017年：KBS《三流之路》飾演 高炯植
- 2017年：OCN《救救我》飾演 韓勇民
- 2017年：SBS《當你沉睡時》飾演 高城皓（特別演出）
- 2017年：MBC《不是機器人啊》飾演 黃道元
- 2018年：TV朝鮮《大君－繪製愛情》飾演 陽安大君
- 2018年：SBS《Switch－改變世界》飾演 謝摩天
- 2018年：JTBC《先熱情地打掃吧》飾演 楊會長
- 2019年：KBS《鄰家律師趙德浩2：罪與罰》飾演 白道賢
- 2019年：MBC《Welcome 2 Life》 飾演 張道寺
- 2019年：tvN《偉大的Show》飾演 姜京勳
- 2019年：SBS《獬豸》飾演 趙泰耉
- 2019年：TV朝鮮《揀擇－女人們的戰爭》飾演 金滿燦

#### 2020
- 2020年：JTBC《Hush》飾演 羅成元
- 2020年：KBS《暗行御史》飾演 金柄根
- 2021年：JTBC《IDOL：The Coup》飾演 金浩容（特別出演）
- 2022年：TVING《玫瑰公寓》飾演 宋賢植
- 2023年：tvN《青春月譚》飾演 金安直
- 2023年：Disney+《较量人生》饰演 郑球荣
- 2023年：JTBC《歡迎來到王之國》飾演 具溢勳
- 2023年：Disney+《Moving》飾演 （特別出演）
- 2025年：SBS《鬼宮》飾演 金奉仁

### 電影
- 1994年：《我們時代的愛情》
- 1999年：《幽靈號潛艇》
- 1999年：《郊遊》
- 2001年：《白蘭》
- 2001年：《花之島》
- 2001年：《印地安的夏天》
- 2002年：《密愛》
- 2002年：《綠洲》
- 2003年：《選擇》
- 2004年：《地鐵終結站》
- 2004年：《微笑》
- 2004年：《蜘蛛叢林》
- 2004年：《總統的理髮師》
- 2006年：《黑幫》
- 2006年：《吸血刑警羅道烈》
- 2006年：《野獸》
- 2007年：《率性而活》
- 2007年：《華麗的假期》
- 2007年：《無防備城市》
- 2008年：《崗哨506》
- 2008年：《好傢伙、壞傢伙、怪傢伙》
- 2009年：《仁寺洞醜聞》
- 2009年：《飛上去，企鵝》
- 2010年：《大韓民國1%》
- 2010年：《女兵日記》
- 2011年：《我是爸爸》
- 2011年：《那傢伙的反擊》
- 2011年：《吸血刑警羅道烈2》
- 2011年：《完美遊戲》
- 2012年：《爸爸》
- 2013年：《The Hero》
- 2013年：《Red Family》
- 2014年：《哥哥回來了》
- 2014年：《隧道3D》
- 2015年：《朝鮮魔術師》
- 2015年：《情慾王朝》
- 2017年：《普通人》饰演 安企部部长（特别出演）
- 2017年：《挖掘机》饰演 国会议员
- 2017年：《我們的天國》
- 2019年：《鬼神的香氣（朝鲜语：귀신의 향기）》飾演 巫師
- 2021年：《通话惊魂》饰演 黄社长（特别出演）
- 2023年：《华丽的她》

## 獲獎
- 1996年：首爾戲劇節演技獎
- 2002年：首爾公演藝術節戲劇部門演技獎

## 外部連結
- NAVER（页面存档备份，存于）
- 孫炳昊的CY[]